# Großsteingrab Kyndby Marker 1
Das Großsteingrab Kyndby Marker 1 ist eine megalithische Grabanlage der jungsteinzeitlichen Nordgruppe der Trichterbecherkultur im Kirchspiel Kyndby in der dänischen Kommune Frederikssund.

## Lage
Das Grab liegt nordnordöstlich von Kyndby auf einem Feld. Etwa 160 m südsüdwestlich befindet sich das Großsteingrab Tranebjærg Dys. In der näheren Umgebung gibt bzw. gab es zahlreiche weitere megalithische Grabanlagen.

## Forschungsgeschichte
In den Jahren 1873 und 1942 führten Mitarbeiter des Dänischen Nationalmuseums Dokumentationen der Fundstelle durch.

## Beschreibung
Die Anlage besitzt eine runde Hügelschüttung mit einem Durchmesser von etwa 9 m und einer Höhe von 1 m. Der Hügel besaß ursprünglich eine steinerne Umfassung, die aber vollständig entfernt wurde. Die Grabkammer ist nordost-südwestlich orientiert und hat eine erhaltene Länge von 2,2 m und eine Breite von 0,6 m. Es sind nur noch zwei Steine erhalten. Bei einem aufgerichteten Stein dürfte es sich um einen Wandstein einer Langseite handeln, bei einem liegenden Stein entweder um den gegenüberliegenden Wandstein oder den Deckstein. Der genaue Grabtyp lässt sich aufgrund des schlechten Erhaltungszustands nicht sicher bestimmen.